# ピアノ五重奏曲第1番 (ドヴォルザーク)
ピアノ五重奏曲第1番 イ長調 作品5（B.28）は、アントニン・ドヴォルザークが作曲したピアノ五重奏曲。1872年にプラハで作曲され、同年11月に初演された。

## 概要
1860年代や1870年代のはじめのドヴォルザークは作曲家としてはまだ駆け出しであり、成功作が出始めて少しずつ世に知られていく段階であった。この頃には弦楽四重奏曲第4番のような実験的な作品を手掛けるも聴衆の理解を得ることはできず、より「大衆的」な方向へと作風を変化させていくことになる。
本作は1872年の夏の終わりにかけて作曲された。当時のドヴォルザークはピアノを所有すらしていなかったが、この楽器の組み合わせを扱うことに自信を持っていたとみられる。初演は1872年11月22日にプラハで開催された、ヤン・リュドヴィート・プロハーツカの企画による音楽の夜会によって行われた。プロハーツカは音楽評論家であったが、アマチュアのピアニストでもありドヴォルザークの現存しないピアノ三重奏曲の演奏に加わったこともあった。
その後も曲は出版されないままでドヴォルザークは自筆譜を失ってしまい、1887年の曲の改定時にはプロハーツカに写譜を送ってくれるよう依頼している。果たしてプロハーツカのおかげで彼は楽譜を入手して改訂作業を行うことができ、第1楽章から150小節あまりを削除するなどの変更を加えた。しかし、彼は5か月あまり取り組んだ改訂の出来に満足できず、同じ調性を用いて一からピアノ五重奏曲を書き上げた結果、傑作として知られる第2番が誕生したのだとされる。改訂版は作曲者の生前には演奏されず、初演されたのは彼がこの世を去って18年が経過した1922年3月29日、プラハ音楽院の学生アンサンブルによってであった。楽譜は1959年にドヴォルザーク・クリティカル・エディションの中に含める形で世に出された。
本作には、1872年の初演評でも指摘されたように散漫な印象を与える個所もあり、本作の価値を高く評価しない意見もある。一方で、この曲には先人の影響が様々に示されるとともに、後年のピアノ五重奏曲第2番を予感させる部分も数多くみられる。

## 楽曲構成
全3楽章で構成される。演奏時間は約28分。

### 第1楽章
Allegro ma non troppo 4/4拍子 イ長調
フランツ・リストの影響を感じさせる主題により開始される（譜例1）。ここにチェロ、そしてその他の楽器が加わってくる。
譜例1
譜例1の素材を使って盛り上がりを見せた後、ヴァイオリンから譜例2の主題が提示される。ここにはシューベルトの影響を感じさせるものがあり、他の弦楽器はダクチュル・リズムを刻んでいる。
譜例2
譜例2がピアノに受け渡された後、勢いを増したところで譜例1の要素が挿入されて扱われていき、譜例2と入り混じりつつ提示部の終わりを迎える。反復は指定されておらず、そのまま展開部へと入る。展開部では主題の一部を切り取り音価を変更するなどしつつ展開が行われ、ピアノのユニゾンのパッセージから堂々と和音を刻む中で譜例1の再現へと移る。第2主題の再現は1887年の改訂において削除されており、譜例2は再現されることなく楽章は勢いを増して堂々と閉じられる。

### 第2楽章
Andante sostenuto 4/4拍子 ヘ長調
ベートーヴェンのような高貴さを讃える緩徐楽章。譜例3のピアノの独奏に開始し、弦楽器が加わってヴァイオリンが主題を歌い継いでいく。
譜例3
中間部ではチェロから新しい旋律が提示され、ピアノの小刻みな伴奏に乗って進められていく（譜例4）。
譜例4
ピアノから譜例3が再現され、最後は譜例3を用いたコーダによって静かに閉じられる。

### 第3楽章
Finale. Allegro con brio 6/8拍子 イ長調
スケルツォ風の性格を帯びている。勢いのよい序奏により、緩徐楽章のヘ長調から主調であるイ長調への遷移が実行される。序奏に続いてピアノにより主題が出され、弦楽器が続いていく（譜例5）。
譜例5
次の主題はチェロによって提示される（譜例6）。曲はしばらくの間この主題を中心として進められ、間には主題の展開も行われる。
譜例6
やがて序奏部が再び現れ、続いて譜例5が再現される。譜例6の再現はやはりチェロの独奏を皮切りに行われる。最後には序奏部の楽想に譜例5の回想が連なり、4オクターヴの音域に及ぶピアノのアルペッジョの後にプレストへと加速して全曲に終止符を打つ。
この楽章は力強くもややぎこちなさの残る音楽となっており、楽章全体の出来は後年の室内楽曲に及ぶものにはなり得ていない。